# Gumtow
Gumtow é um município da Alemanha, situado no distrito de Prignitz, no estado de Brandemburgo. Tem 211,66 km² de área, e sua população em 2019 foi estimada em 3.327 habitantes.